# Trachyjulus singularis
Trachyjulus singularis är en mångfotingart som först beskrevs av Carl Graf Attems 1938.  Trachyjulus singularis ingår i släktet Trachyjulus och familjen Cambalopsidae. Inga underarter finns listade i Catalogue of Life.